# Zygiella shivui
Zygiella shivui är en spindelart som beskrevs av Patel och C. Adinarayana Reddy 1990. Zygiella shivui ingår i släktet Zygiella och familjen hjulspindlar. Inga underarter finns listade i Catalogue of Life.